# Marsh Lepidoptera Awards
Marsh Lepidoptera Awards — британская премия за выдающиеся достижения и усилия в сохранении, изучении и охране чешуекрылых насекомых, или бабочек (Lepidoptera), которую вручают с 1999 года. Премия вручается трестом Marsh Christian Trust (основатель Brian Marsh в 1981 году) совместно с организацией Butterfly Conservation.

## Лауреаты
Ежегодно вручается две премии по номинациям: отдельным личностям или организациям за текущие достижения (Promotion) и за достижения всей жизни (Lifetime).
- 2016 — Rob Petley-Jones (Lifetime Achievement Award) & Pete Eeles (Promotion of Lepidoptera Award)
- 2015 — The Heart of England Forest (Promotion) & Adrian Fowles (Lifetime)[1]
- 2014 — Brighton & Hove City Council (Promotion) & Margaret Vickery (Lifetime)
- 2013 — Warwickshire County Council (Promotion) & Richard Sutcliffe (Lifetime)
- 2012 — Patrick Barkham (Promotion) & Philip Sterling (Lifetime)
- 2011 — David J Simcox (Lifetime) & West Dean Estate (Sussex) (Promotion)
- 2010 — Roy Leverton (Lifetime) & CEMEX (Promotion)
- 2009 — Dr John Langmaid (Lifetime) & Mike McCarthy (Promotion)
- 2008 — Alan Stubbs (Lifetime) & St Modwen Properties (Promotion)
- 2007 — Matthew Oates[2] (Lifetime) & Clive Farrell (Promotion)
- 2006 — Roger Dennis (Lifetime Achievement) & Network Rail[3] (Promotion of Lepidoptera Conservation)
- 2005 — Barry Goater (Lifetime) & Defence Estates (Promotion)
- 2004 — Paul Harding (Lifetime) & Kingcombe Centre (Promotion)
- 2003 — Roger Smith (Lifetime) & Bentley Wood Trustees (Promotion)
- 2002 — Dr Jeremy Thomas (Lifetime) & RSPB (Promotion)
- 2001 — Dame Мириам Луиза Ротшильд (Lifetime) & Forest Enterprise (Promotion)
- 2000 — Dr Ernest Pollard (Lifetime) & Richard Lewington (Promotion)
- 1999 — Col Maitland Emmett (Lifetime) & The National Trust (Promotion)